# Barstow (Kalifornia)
Barstow – miasto w Stanach Zjednoczonych położone w Hrabstwie San Bernardino, w południowo-wschodniej części stanu Kalifornia. 
Liczba mieszkańców w 2019 roku wynosiła 23 915 osób. Regionalny węzeł drogowy i kolejowy, największy ośrodek miejski położony na drodze pomiędzy aglomeracjami Los Angeles i Las Vegas. W mieście znajduje się baza wojskowa (Marine Corps Logistics Base Barstow). Założone zostało w latach 40. XIX wieku na pustyni Mojave. Nazwa miasta wywodzi się od imienia XIX-wiecznego potentata kolejowego Williama Barstowa Strong.
Barstow leży na trasie nazywanej Old Spanish Trail, wytyczonej w 1829 roku przez handlarzy z Taos oraz Santa Fe a wiodącej ze wschodu do Kalifornii, która szybko stała się wśród pionierów i handlarzy jedną z najbardziej znanych i uczęszczanych.
Przez miasto przebiega Droga 66 (Route 66).